# شیروکه نگیوه
شیروکه نگیوه (به صربی: Široke Njive) یک منطقهٔ مسکونی در صربستان است که در پروکوپلیه واقع شده‌است. شیروکه نگیوه ۴۸ نفر جمعیت دارد.